# Acalypha neptunica
Acalypha neptunica é uma espécie de flor do gênero Acalypha, pertencente à família Euphorbiaceae.